# Choi Jae-woo
Choi Jae-woo (Seoel, 27 februari 1994) is een Zuid-Koreaanse freestyleskiër. Hij vertegenwoordigde zijn vaderland op de Olympische Winterspelen 2014 in Sotsji en op de Olympische Winterspelen 2018 in Pyeongchang.

## Carrière
Op de wereldkampioenschappen freestyleskiën 2009 in Inawashiro eindigde Choi als 22e op het onderdeel dual moguls en als 26e op het onderdeel moguls. Hij maakte zijn wereldbekerdebuut in januari 2010 in Calgary. In februari 2012 scoorde de Zuid-Koreaan in Beida Lake zijn eerste wereldbekerpunten. In Voss nam Choi deel aan de wereldkampioenschappen freestyleskiën 2013. Op dit toernooi eindigde hij als vijfde op het onderdeel moguls en als veertiende op het onderdeel dual moguls. In maart 2013 eindigde hij voor de eerste maal in zijn carrière in de toptien van een wereldbekerwedstrijd. Tijdens de Olympische Winterspelen van 2014 in Sotsji eindigde de Japanner als twaalfde op het onderdeel moguls.
Op de wereldkampioenschappen freestyleskiën 2017 in de Spaanse Sierra Nevada eindigde Choi als vijftiende op het onderdeel dual moguls en als twintigste op het onderdeel moguls. Tijdens de Olympische Winterspelen van 2018 in Pyeongchang eindigde hij als twaalfde op het onderdeel moguls.

## Resultaten

### Olympische Spelen
| Jaar | Plaats      | Resultaten |
| ---- | ----------- | ---------- |
| 2014 | Sotsji      | 12e Moguls |
| 2018 | Pyeongchang | 12e Moguls |

### Wereldkampioenschappen
| Jaar | Plaats        | Resultaten                 |
| ---- | ------------- | -------------------------- |
| 2009 | Inawashiro    | 22e Dual Moguls 26e Moguls |
| 2013 | Voss          | 14e Dual Moguls 5e Moguls  |
| 2017 | Sierra Nevada | 15e Dual Moguls 20e Moguls |

### Wereldbeker
Eindklasseringen
| Seizoen   | Algm | MO  |
| --------- | ---- | --- |
| 2011/2012 | 197e | 45e |
| 2012/2013 | 126e | 24e |
| 2013/2014 | 133e | 26e |
| 2014/2015 | 96e  | 23e |
| 2015/2016 | 116e | 23e |
| 2016/2017 | 82e  | 13e |
| 2017/2018 | 34e  | 7e  |